# 井上博和
井上 博和 （いのうえ ひろかず、1974年12月26日 - ）は日本の漫画家。血液型AB型。福岡県福岡市出身。

## 概要
少年画報社の青年向け月刊誌『ヤングキングアワーズ』にて、持ち込み作品『マブ天新城』でデビュー。他作品の代理原稿として掲載された『みのりの日々』で初連載。

## 作品リスト
- みのりの日々（少年画報社）全2巻

1. ISBN 9784785923655（2003年10月）
2. ISBN 9784785925451（2005年6月）

| スタブアイコン | サブスタブ | この項目は、まだ閲覧者の調べものの参照としては役立たない、漫画家・漫画原作者に関連した書きかけの項目です。この項目を加筆・訂正などしてくださる協力者を求めています（P:漫画/PJ:漫画家）。 |